# Hilda Molina
Hilda Molina y Morejon (Ciego de Ávila, Cuba, 2 de mayo de 1943) es una médica cubana que estuvo entre los fundadores del Centro Internacional de Restauración Neurológica (CIREN) y diputada a la Asamblea Nacional del Poder Popular. A pesar de ocupar cargos relativamente cómodos dentro de la jerarquía cubana, en 1994 Molina rompió con el gobierno comunista de Fidel Castro.

## Biografía
Hilda Molina y Morejon fue una de las más eminentes científicas cubanas en el área de la Neurología. No por azar fue la mente que ideó y dirigió el Centro Internacional de Restauración Neurológica (CIREN). El centro fue idea de ella y al enterarse Fidel Castro lo aprobó pues vio en la institución una manera de magnificar su nombre y los logros de Cuba.
El anhelo de Hilda era que fueran los cubanos quienes disfrutaran de los adelantos del centro, fundado en 1989, y de sus instalaciones. Pero Fidel Castro tenía otros planes. En los noventa el dictador cubano decidió que el centro atendería a extranjeros para cobrar en divisa los servicios. Al inicio fueron algunas camas pero luego quisieron tomar más espacio.
Esto fue el punto de quiebre para Hilda, quien no solo no lo aceptó, sino que pidió la renuncia en 1994. Además se desentendió también de su lugar como diputada a la Asamblea Nacional del Poder Popular. La doctora no podía aceptar que se dolarizara el centro que ella creó y se discriminara a los nacionales. Ese no era su sueño.
Irse fue su decisión pero tal afrenta no la perdonaría Castro jamás, quien la castigó dejándola presa en la isla cárcel. Además otro dato no tan conocido de la historia de esta mujer es que Fidel Castro le propuso que fuese “ su compañera de vida” y ella lo rechazó cortésmente, según ha declarado Hilda y un diplomático argentino que estuvo al tanto.
Se le ocurrió, con mucho miedo, decirle que él era como Dios y ella no era suficiente para amar al Dios de los cubanos. Así alimentaba el ego del dictador y quizá la dejaría en paz.
“No sé si me admiraba o era un antojo. Yo no podía enamorarme de él porque había visto su alma. Después me destruyó la vida. Me separó de mi hijo”, contó ella durante una entrevista en 2020
Aun así, la obsesión de Castro no paró y la forzaba a ir a eventos donde él participaba.
De científica a opositora
Después de 1994, Hilda pasó de ser una científica exhibida por el régimen a una activista de Derechos Humanos. En octubre de 1996, Hilda Molina devolvió al ministro de Salud las condecoraciones que había recibido de la Revolución Cubana y rompió del todo sus relaciones con la dictadura.
Roberto Quiñones, el hijo de Hilda, vivía en Argentina y pretendía que su madre y abuela se le uniesen. Sin embargo, Castro no quiso.
Durante 15 años la dejó cautiva en la isla pese a toda la campaña internacional que se generó para que le permitieran viajar. El caso de Molina llegó al punto de afectar las relaciones entre Cuba y Argentina.
Incluso el presidente Néstor Kirchner se distanció de Castro pues este se negó a ceder a su petición de que dejara salir a la doctora. A lo más que accedió Fidel fue a permitir que su familia volara de Buenos Aires a La Habana.
“Uno de los rasgos distintivos de la personalidad de Fidel es su resentimiento. Así ha logrado que todos los resentidos del mundo le sigan. Ha armado la revolución de los antivalores. Tiene una mezcla de pasión y odio por los que llamaba yanquis. Estaba desesperado por ser aceptado por los americanos”, señaló en entrevista la neurocirujana. Ella estudió su perfil psicológico en el tiempo en que conversaron en los años 80 y principios de los 90.
“Fidel era psicópata, sociópata y narcisista. Los psicópatas son carismáticos e inteligentes. Fidel era perversamente inteligente, un estratega extraordinario. El gran problema del mundo ha sido ignorarlo”, dijo la doctora.
La madre de Hilda, con 90 años de edad, pudo volar desde La Habana a Buenos Aires en mayo de 2008 para estar con su nieto y bisnietos. Pero Hilda debió esperar un poco más.
En junio de 2009 Hilda, luego de 15 años secuestrada, pudo encontrarse con su familia en Buenos Aires gracias a negociaciones entre Raúl y Argentina. Fidel nunca quiso liberarla.

## Ruptura con el gobierno de Fidel Castro
En 1994 la médica Molina presentó su renuncia a todos sus cargos, al frente de CIREN, a su banca en la Asamblea Nacional y la militancia en el Partido Comunista de Cuba por desencanto con el gobierno y en protesta, ante lo que según su punto de vista era la política oficial, dirigida a, entre otras cosas, "dolarizar" la institución médica creada por ella y dar trato preferencial a clientes extranjeros. De la misma forma Molina solicitó repetidamente a las autoridades cubanas el llamado permiso de salida para viajar a Argentina, donde radica su hijo Roberto Quiñones, también neurocirujano. Por ser lo que el gobierno denomina "portadora de secretos", es decir, conocedora de información confidencial sobre el estado cubano, no se autorizó su salida. 
Posteriormente, en octubre de 1996, Hilda Molina devolvió al ministro de Salud las condecoraciones que había recibido de la Revolución Cubana (ver distinciones).

## Consecuencias internacionales
El caso de Hilda Molina ha provocado tensiones entre los gobiernos de Cuba y Argentina. El presidente Néstor Kirchner personalmente intercedió ante las autoridades cubanas, enviando una carta a Fidel Castro en la que pidió que autorice a salir de Cuba a la doctora. La respuesta de Fidel Castro fue una invitación para que la familia viaje a Cuba, descartando la posibilidad de autorizar la salida del país de la médica. 
Durante la Cumbre del Mercosur en julio de 2006, el periodista Juan Manuel Cao del canal América TeVé de Miami le preguntó a Fidel Castro "¿Cuándo va a liberar a Hilda Molina?", a lo cual el presidente cubano respondió con un exabrupto y acusaciones de ser un mercenario pagado por George Bush. La imparcialidad de Juan Manuel Cao fue puesta en duda al ser acusado de recibir regularmente pagos del gobierno de los Estados Unidos.
En octubre de 2006 el expresidente checo Vaclav Havel envió a Raúl Castro una carta solicitando la liberación de la médica. La misiva fue firmada además por varios políticos como la ex primera ministra de Canadá Kim Campbell, y el polaco Bronisław Geremek, exdiputado, y Ministro de Relaciones Exteriores entre 1997 y 2001.

## Salida hacia Argentina
Tras la autorización del gobierno cubano, el domingo 14 de junio de 2009, Hilda Molina llegó a la Argentina y se reunió con su familia, su hijo, su nuera y sus nietos.

## Distinciones
Distinciones recibidas por parte del gobierno cubano y devueltas en 1996:
- Distinciones por 10, 15 y 20 años de servicio en el Ministerio del Interior.
- Orden Ana Betancourt.
- Medalla de la Alfabetización.
- Medalla Trabajador Internacionalista.
- Distinción 23 de Agosto.
- Medalla Eliseo Reyes.
- Sello conmemorativo 30 años de los órganos de la Seguridad del Estado.
- Distinción 28 de Septiembre.
- Medalla Hazaña Laboral.
- Moneda insignia conmemorativa XXXVII Aniversario del 26 de julio, Día de la Rebeldía Nacional.
- Orden Carlos J. Finlay.
- Personalidad Destacada de los Derechos Humanos, otorgada por Legislatura de la Ciudad Autónoma de Buenos Aires.[3][4]
- Doctorado honoris causa de la Escuela Superior de Economía y Administración de Empresas (ESEADE).[5]